# Zipporra Windzak
Zipporra Windzak, gehuwd Borgia (Paramaribo, 9 oktober 1997), is een Surinaams zangeres. Ze werd tweede tijdens het Youthvoice Song Festival van 2013 en was van 2014 tot 2017 lid van de a-capellagroep Humphrey & Friends. Tijdens SuriPop XX in 2018 zong ze So kele kele waarvan de videoclip op nummer 1 belandde en tijdens de Kerstsong Competitie (2023) en XXII (2024) liedjes die de tweede en eerste plaats behaalden.

## Biografie
Zipporra Windzak, later gehuwd als Borgia-Windzak, bereikte in 2013 de tweede plaats tijdens het Youthvoice Song Festival. Van 2014 tot 2017 zong ze bij de a-capellagroep Humphrey & Friends. Ze was de enige zangeres naast vijf zangers en kreeg onder andere bekendheid met de voorzang in Mi lobi yu.
Ook zong ze nog een korte tijd voor de groep Future Club van Maroef Amatstam. Na het dramatische ongeval van de sporters Gregory Rigters en Siegfert Slagveer nam ze in 2017 het duet Memre op met de zanger Tjatjie.
Tijdens de finale van SuriPop XX in 2018 zong zij het lied So kele kele dat geschreven was door Eros Banket. De videoclip werd gekozen tot beste van het festival dat jaar. Ze figureerde hierin naast zangeres als bruid, het script kwam van Banket en de opnames en montages waren van Tony Choy.
Omdat er tijdens de coronacrisis in Suriname geen bruiloften georganiseerd werden en het casino vaak dicht was, stopte de vraag naar liveoptredens en viel haar muziekcarrière zo goed als stil. Beroepsmatig heeft ze administratief werk. Daarnaast neemt ze zingende boodschappen op voor reclamespotjes.
In 2023 deed ze mee aan de speciale SuriPop Kerstsong Competitie met Arki den dyen dyen Deze compositie was afkomstig van Ornyl Malone en bereikte de tweede plaats. Ze trad op met in een duet met de Cubaan Calle Yuniesby, die geen Surinaams machtig is, maar volgens de recensent Jeff Cramer in De Ware Tijd "verassend goed Sranan zingt."
Tijdens SuriPop XXII in 2024 zong ze in een duet met Rumarlo Lont het lied Mi lobi bon dat geschreven is door Vestiane Dixon. De compositie en de videoclip behaalden beide de eerste plaats.